# Katie Mactier
Katie Mactier (Melbourne, 23 de marzo de 1975) es una deportista australiana que compitió en ciclismo en la modalidad de pista, especialista en la prueba de persecución individual. Su esposo, Gregory Henderson, también compite en ciclismo.
Participó en dos Juegos Olímpicos de Verano, en los años 2004 y 2008, obteniendo una medalla de plata en Atenas 2004, en la prueba de persecución individual, y el séptimo lugar en Pekín 2008, en la misma prueba.
Ganó seis medallas en el Campeonato Mundial de Ciclismo en Pista entre los años 2003 y 2008.

## Medallero internacional
| Juegos Olímpicos   | Juegos Olímpicos             | Juegos Olímpicos  | Juegos Olímpicos       |
| Año                | Lugar                        | Medalla           | Competición            |
| ------------------ | ---------------------------- | ----------------- | ---------------------- |
| 2004               | Atenas (Grecia)              | Medalla de plata  | Persecución individual |
| Campeonato Mundial |                              |                   |                        |
| Año                | Lugar                        | Medalla           | Competición            |
| 2003               | Stuttgart (Alemania)         | Medalla de plata  | Persecución individual |
| 2004               | Melbourne (Australia)        | Medalla de plata  | Persecución individual |
| 2005               | Los Ángeles (Estados Unidos) | Medalla de oro    | Persecución individual |
| 2006               | Burdeos (Francia)            | Medalla de bronce | Persecución individual |
| 2007               | Palma de Mallorca (España)   | Medalla de bronce | Persecución individual |
| 2008               | Mánchester (Reino Unido)     | Medalla de bronce | Persecución individual |